# Michel Pierre (historien)
 (mai 2015).
Pour les articles homonymes, voir Michel Pierre et Pierre.
Michel Pierre, né le 25 mars 1946 à Pontivy, est un historien français, spécialiste[réf. nécessaire] d’histoire pénale et d’histoire coloniale et auteur de plusieurs ouvrages sur ces questions.
Après des fonctions d’enseignement, il a exercé des responsabilités culturelles en France et à l’étranger pour le compte du ministère français des Affaires étrangères.

## Biographie
Après des études secondaires au lycée Joseph Loth de Pontivy, il devient étudiant en histoire à la faculté des lettres de Rennes. Titulaire d’une licence d’histoire de l’art et archéologie, d’une maîtrise d’histoire contemporaine, il est agrégé d’histoire en 1972.
Après avoir été enseignant, il entre dans l’édition (directeur littéraire aux éditions Casterman de 1981 à 1988) tout en devenant maître de conférences à l’Institut d'études politiques de Paris.
En 1988, il est nommé attaché culturel à l’ambassade de France à Alger puis directeur de l’Institut français de Florence (Italie) de 1992 à 1997. À cette date, il rejoint la ville de Bordeaux où il est nommé directeur général des affaires culturelles. En 2001, il reprend des fonctions à l’Ambassade de France à Alger comme conseiller de coopération et d’action culturelle (COCAC). À ce titre, il est chargé de la réouverture des centres culturels français fermés pendant plusieurs années du fait des années sanglantes que le pays a connues[réf. nécessaire]. De même, il contribue à la réouverture du lycée international d’Alger auquel il donne le nom d’Alexandre Dumas [réf. nécessaire].
De retour en France, il dirige le département « Archéologie et recherche en sciences sociales » du ministère français des Affaires étrangères[réf. nécessaire]. De 2007 à 2011, il crée et dirige l’établissement public de la Saline royale d’Arc-et-Senans (Franche-Comté), site inscrit sur la liste du patrimoine mondial de l’UNESCO[réf. nécessaire].
Parallèlement à ses responsabilités professionnelles, Michel Pierre est l’auteur d’une vingtaine d’ouvrages, de très nombreux articles et de réalisations diverses pour des commissariats d’expositions.

## Publications
- Une autre histoire du XXe siècle, collection « Découvertes Gallimard », Gallimard, dix volumes parus, 2000
- Contributeur au Dictionnaire de la guerre froide, Éditions Larousse, 2008
- Sahara, le grand récit, Éditions Belin, 2014
- Le Temps des bagnes, essai historique, Édition Tallandier, 2017.
- La Terre de la grande punition, Éditions Ramsay, Paris 1982, réédition 1988, réédition Éditions Autrement, 2000.
- Le Dernier Exil, histoire des bagnes et des forçats, Éditions Gallimard, coll. « Découvertes Gallimard / Histoire » (no 71), Pris 1989, rééditions 2000 et 2008.
- La Légende noire du bagne, Éditions Gallimard, coll. « Découvertes Gallimard Albums », Paris 1992.
- Coauteur de Histoire des galères, bagnes et des prisons en France, Éditions Payot, 2002
- L’Exposition coloniale, Éditions Complexe, Bruxelles 1991, réédition aux éditions André Versaille, 2011
- Florence, Éditions Autrement, 1997
- Coauteur de l’ouvrage Italie, collection Passions d’ailleurs, Larousse, 2000
- La Bande dessinée, Larousse, Paris, 1976, avec Hugo Pratt
- Corto Maltese, Mémoires, Éditions Casterman, Paris, 1987
- Les Femmes de Corto Maltese, Éditions Casterman, 1994
- Armoriques, Balades de Corto Maltese en Bretagne, Casterman, 2004
- Carnets de Cambuse (les recettes de Corto Maltese à travers le monde), Casterman, 2007
- Le Moyen Âge, Hachette, Paris, 1996
- La Renaissance, Hachette, Paris, 1996
- L'Impossible Innocence. Histoire de l'affaire Seznec, Tallandier, 2019
- Histoire de l'Algérie, des origines à nos jours, Tallandier, 2023. Prix Eugène-Colas, Académie française, 2024[2]

## Commissariats d’exposition
- Un certain rêve indien : L’image de l’Indien dans la bande dessinée (exposition présentée au musée d’art et d’histoire de Bruxelles, 1983).
- Un certain rêve africain : l’image de l’Afrique et des Africains dans la bande dessinée, exposition réalisée par le Ministère des Affaires étrangères, présentée au Salon du Livre de Paris en 1983, ainsi qu’à Dakar, Kinshasa, Lubumbashi et Brazzaville.
- Lignes d’horizon : exposition sur le roman d’aventures dans la littérature de jeunesse (Montreuil 1989 – Hambourg 1990 - Heidelberg 1991)
- Jean-Michel Wilmotte, architecte de la lumière (1996) : exposition réalisée pour une itinérance en Italie (Florence, Rome, Venise).
- Histoires de sel (2008) : Exposition permanente à la Saline royale d'Arc-et-Senans.
- Centre d’Interprétation d’Architecture et du Patrimoine (Saint-Laurent-du-Maroni (Guyane). Co-commissariat de l’exposition permanente sur l’histoire des bagnes de Guyane (2014).